# All-Clad
All-Clad MetalCrafters est un fabricant d’articles culinaires haut-de-gamme dont le siège social se situe à Canonsburg en Pennsylvanie. La marque commercialise ses produits dans plusieurs pays : États-Unis, Royaume-Uni, Canada, Australie, Allemagne, Autriche, Russie et France. Ces produits sont à destination des professionnels (chefs, écoles de cuisine…) et des particuliers :  batteries de cuisines, ustensiles, accessoires…

## Historique

### 1947-1953
À la fin de la Seconde Guerre mondiale, en réponse une forte demande en matériaux composites, John B. Ulam, un métallurgiste, développe la production industrielle de métal colaminé. Il découvre que l’assemblage de différents métaux, le colaminage, permet de développer plus de propriétés qu’un métal seul ne le peut. Fort de plus de 50 brevets relatifs au colaminage, Ulam participe à la conversion des pièces de monnaie américaines en argent massif aux pièces en métal colaminé utilisées aujourd’hui.

### 1960
Ulam créé la société  Composite Metal Products, Inc. 

### 1967
Ulam brevette un système de colaminage de l’acier et de l’aluminium qui permet une diffusion uniforme de la chaleur. Ce procédé unique est possible grâce à la pression et à la chaleur qui permettent de “coller” différentes feuilles de métal en “sandwich”. Dès lors ses batteries de cuisine bénéficient toutes de cette technologie (« roll-bonding) qui leur confère une meilleure répartition de la chaleur. Après s’être allié avec Alcoa en 1967, John Ulam décide d’adapter aux articles culinaires ce procédé, dont les performances de cuisson dépassent largement celles des articles non colaminés, il créer Clad Metals afin de se spécialiser dans la production d’articles culinaires colaminés haut-de-gamme.    
La nouvelle entité Clad Metals se situe toujours à Canonsburg  mais elle diversifie sa production: outre les articles culinaires, l’entreprise fournit également de l’acier à d’autres secteurs industriels (l’aérospatiale, l’automobile, la construction navale, la chimie...).            

### 1971
Après des années passées à perfectionner son procédé de colaminage, Ulam créé All-Clad Metalcrafters et se lance dans la production d’articles de cuisine colaminés destinés aux chefs professionnels et aux « gourmets ».  Les professionnels reconnaissent très vite les qualités esthétiques et la performance de cuisson des produits colaminés qu'All-Clad leur propose, la marque étend ainsi très vite sa notoriété dans le milieu de la gastronomie professionnelle. 

### 1973
All-Clad est la seule société américaine d'articles culinaires capable de  fabriquer une gamme complète de batteries de cuisine à partir de matières premières produites dans sa propre usine de colaminage. 

### 1974
All-Clad lance sa première gamme en aluminium brossé : « MASTER CHEF ».  Initialement conçue pour les professionnels, cette gamme conquiert rapidement les particuliers.  En réponse à cet engouement, la marque  sort  « COP • R • CHEF », une gamme disposant d'un extérieur en cuivre poli qui permet une exceptionnelle distribution de la chaleur. 

### 1981
Alors que la renommée d’All-Clad grandit grâce au bouche-à-oreille, la marque lance la gamme « LTD » qui devient rapidement l'une de ses meilleures ventes et propulse All-Clad leader sur le marché des articles culinaires haut-de-gamme.

### 1988
Sam Michaels, un magnat de l'acier achète la société et contribue à augmenter la notoriété de la marque en présentant ses produits aux plus grands chefs new-yorkais.  All-Clad devient alors une valeur sûre pour les gourmets à travers tout le pays. 

### 1990
La collection « STAINLESS » est créée et devient la gamme d’articles de cuisson inox haut-de-gamme la plus recherchée sur le marché.  Capitalisant sur ce succès, la direction d’All-Clad cherche à faire de cette collection « la BMW des batteries de cuisine» en concentrant sa communication sur le logo de la marque et sur sa réputation de "première marque culinaire haut-de-gamme des États-Unis ».

### 1999
Williams-Sonoma dévoile la première collection coréalisée avec All-Clad : « COPPER-CORE ». Cette gamme est produite par All-Clad et est vendue exclusivement dans les magasins Williams-Sonoma. 
En mai, Waterford Wedgwood PLC rachète All-Clad pour 110 millions de dollars. Cette société de portefeuille détient déjà deux des noms les plus respectés dans le monde des arts de la table: Waterford Crystal Limited, le premier fabricant mondial de verres en cristal haut-de-gamme, et Josiah Wedgwood and Sons Limited, un producteur britannique de porcelaine et de céramique fine, connu pour ses modèles indémodables.

### 2004
Le Groupe SEB, société française leader mondial dans le domaine du petit équipement domestique et possédant de nombreuses marques internationales telles que Krups et Tefal, achète All-Clad à Waterford PLC Wedgeford pour 250 millions de dollars.

### 2006
Thomas Keller, chef emblématique aux États-Unis devient l'ambassadeur de la gamme « COPPER-CORE ». 

## Production
L'entreprise achetait tous ses métaux à des fournisseurs américains puis les transformait dans sa propre usine de colaminage à Canonsburg, en Pennsylvanie. 
Ces dernières années, cependant, All-Clad a commencé à externaliser une partie de sa fabrication à l’étranger. Les catégories de produits qu’All-Clad ne fabrique pas aux États-Unis comprennent:
- Des produits où le colaminage n’est pas nécessaire pour une meilleure performance de cuisson. (par exemple les ustensiles de cuisine et accessoires)
- Des composants non colaminés où la fabrication aux États-Unis augmenterait le prix de vente mais pas la performance (par exemple les couvercles)
- Des produits que des contraintes de fabrication ne permettent pas de fabriquer  à l'usine de Canonsburg (par exemple les appareils électriques de cuisson)

All-Clad s’engage à fournir aux consommateurs des produits sûrs et de qualité supérieure.  Les articles fabriqués à l'étranger sont soumis non seulement à l’approbation de la Food and Drug Administration, mais ils sont également rigoureusement testés par une tierce partie afin de s'assurer que les produits sont exempts de plomb ou de tout autre contaminant. 

## La garantie à vie
À partir de la date d'achat, All-Clad garantit le remplacement ou la réparation de tout article présentant un vice de matériau ou de fabrication, à condition que les instructions d'entretien aient été scrupuleusement respectées. Cette garantie exclut par conséquent les dommages dus à une mauvaise utilisation ou une utilisation non conforme. Des imperfections mineures ou de légères variations de couleurs sont normales.

## Le choix des professionnels
All-Clad a peu à peu établi sa réputation dans l’univers très fermé des chefs étoilés et des critiques gastronomiques.
Aux États-Unis, depuis 1998, All-Clad est le fournisseur d’articles culinaires officiel de la Fondation James Beard et également le sponsor du Prix James Beard du Meilleur Chef de l’année. La marque travaille en étroite collaboration avec de prestigieuses organisations culinaires telles que le Culinary Institute of America, le French Culinary Institute et l’Ecole des Chefs. All-Clad est aussi le premier partenaire de la célèbre compétition le Bocuse d’Or et le partenaire officiel du guide Relais & Châteaux regroupant une large selection d’hôtels de charme et de restaurants gastronomiques en France et dans le monde.
Des chefs qui utilisent les produits All-Clad en cuisine :
- Royaume-Uni : Michel et Alain Roux, Martin Wishart, John  Campbell, Rick Stein, Nick Nairn
- Canada : Rob Feenie, David Hawksworth, Jamie Kennedy, David Lee, Mark McEwan, Pino Posteraro and Anthony Walsh
- États-Unis : Thomas Keller, Martha Stewart,  Daniel Boulud, Bobby Flay, Paul Kahan, Nancy Silverton, David Chang
- France : Anne-Sophie Pic, Michel Troisgros, Georges Blanc, Jacques Chibois, Gérald Passédat
- Allemagne: Harald Wohlfahrt, Dieter Müller, Nils Henkel, Juan Amador, Christian Jürgens, Hans-Stefan Steinheuer

## Les différentes gammes
| Collection                  | Type de construction  | Matériau Extérieur        | Matériau Intérieur                                          | Matériau Intérieur Surface de Cuisson | Compatibilité Table de cuisson                                              | Nettoyage                                                            |
| --------------------------- | --------------------- | ------------------------- | ----------------------------------------------------------- | ------------------------------------- | --------------------------------------------------------------------------- | -------------------------------------------------------------------- |
| Brushed Stainless Steel Pro | Acier colaminé 5 plis | Inox brossé 18/10         | Couches d'inox en sandwich entre couches d'aluminium pur    | Inox poli 18/10                       | Toutes les tables de cuisson: optimale pour l'induction                     | Compatible lave-vaisselle sauf pour les articles revêtus antiadhésif |
| Copper-Core                 | Acier colaminé 5 plis | Inox poli 18/10           | Couches de cuivre en sandwich entre couches d'aluminium pur | Inox poli 18/10                       | Toutes les tables de cuisson sauf induction                                 | Lavage à la main, lave-vaisselle non recommandé                      |
| Cop•R•Chef                  | Acier colaminé 3 plis | Cuivre                    | Aluminum pur                                                | Inox poli 18/10                       | Toutes les tables de cuisson sauf induction                                 | Lavage à la main, lave-vaisselle non recommandé                      |
| LTD                         | Acier colaminé 3 plis | Aluminium anodisé         | Aluminium pur                                               | Inox poli 18/10                       | Toutes les tables de cuisson sauf induction                                 | Lavage à la main, lave-vaisselle non recommandé                      |
| LTD2                        | Acier colaminé 5 plis | Aluminium anodisé         | Couches d'alumium pur en sandwich entre couches d'inox 18/  | Inox poli 18/10                       | Toutes les tables de cuisson sauf induction                                 | Compatible lave-vaisselle sauf pour les articles revêtus antiadhésif |
| Master Chef 2 (MC2)         | Acier colaminé 3 plis | Alliage d'aluminum brossé | Aluminium pur                                               | Inox poli 18/10                       | Toutes les tables de cuisson sauf induction                                 | Lavage à la main, lave-vaisselle non recommandé                      |
| Stainless                   | Acier colaminé 3 plis | Inox magnétique           | Aluminium pur                                               | Inox magnétique                       | Toutes les tables de cuisson y compris induction (excepté quelques modèles) | Compatible lave-vaisselle sauf pour les articles revêtus antiadhésif |

### Les poignées
Toutes les poignées All-Clad sont en inox 18/10. Les poignées restent froides et sont conçues pour une utilisation intensive. Les poignées sont rivetées pour une parfaite résistance à travers le temps.

### Finitions intérieures
La surface de cuisson des batteries de cuisine All-Clad est fabriquée à partir d'une formulation exclusive d'acier inoxydable spécialement adaptée pour répondre aux exigences de qualité de la marque concernant la taille des grains, la texture, l’alliage, etc.  Le principal avantage de l'acier inoxydable par rapport à d'autres revêtements est son caractère « neutre », qui ne donne aucun goût aux aliments cuisinés. Plusieurs articles revêtus d’antiadhésif sont disponibles dans la gamme Stainless. 
L’acier inoxydable utilisé par All-Clad est certifié conforme à la norme internationale ISO 9000 (International Organization for Standardization) et ASTM A240 (tests et normes).

### Finitions extérieures
Les produits All-Clad sont disponibles dans une grande variété de finitions extérieures dont le choix peut répondre à une exigence esthétique, la fréquence d’utilisation, le mode de lavage et/ou la méthode de cuisson.